# Sulfato de cromo(III)
El sulfato de cromo(III) se refiere al compuesto inorgánico de fórmula Cr2(SO4)3.x(H2O), donde x puede variar de 0 a 18.  Además, comercialmente se lo conoce de manera errónea como ''sulfato de cromo básico''. Estas sales son normalmente sólidos de color violeta o verdes cuando están solubilizadas en agua.

## Sulfato de cromo(III)
Tiene como características:
- Sulfato anhidro de cromo(III), Cr2(SO4)3, es un sólido de color violeta se disuelve en agua como un agente reductor, generándose sulfato de Cromo(II).
- Sulfato de Cromo(III) hidratado, Cr2(SO4)3·18H2O, es un sólido violeta que fácilmente se disuelve en agua dando en complejo [Cr(H2O)6]3+.  La fórmula de este compuesto puede ser escrita más descriptiblemente como [Cr(H2O)6]2(SO4)3·6H2O. Seis de las 18 moléculas de agua en esta unidad de fórmula son agua de cristalización.
- Sulfato de Cromo(III) 15-hidratado, Cr2(SO4)3·15(H2O), es un sólido verde que también fácilmente se disuelve en agua. Calentando las 18H2O del material por encima de los 70 °C. Este calentamiento produce el sulfato anhidro.

## Producción
El sulfato de cromo(III) puede ser producido por la reducción de las sales de cromato con el dióxido de azufre o por la reacción del óxido de cromo(III) con el ácido sulfúrico:
{\displaystyle {\ce {Cr2O3 + 3 H2SO4 -> Cr2(SO4)3 + 3 H2O}}}